# Fonterra
Fonterra Co-operative Group Limited er et newzealandsk multinationalt børsnoteret mejeri-kooperativ, som ejes af omkring 10.500 newzealandske mælkeproducenter. Virksomheden står for ca. 30 % af verdens eksport af mælkeprodukter. Det er i blandt verdens ti største mejerivirksomheder og med en omsætning 19,2 mia. NZ$, er det New Zealand's største virksomhed. Der var 21.400 ansatte i 2017.
Fonterra blev etableret i Oktober 2001 ved en fusion mellem New Zealands to største mejeri-kooperativer, henholdsvis New Zealand Dairy Group og Kiwi Cooperative Dairies. Navnet Fonterra kommer fra latin fons de terra, som betyder "kilde fra land".